# Jeffrey Radzinsky
Jeffrey Radzinsky (Lima, 7 de enero de 1982) es un consultor de empresas, estratega político y especialista en campañas electorales. Radzinsky ha trabajado como analista político, asesor estratégico y especialista en asuntos públicos por más de 15 años. Ha dirigido el Programa de Comunicación Política de la Universidad del Pacífico. Actualmente es director fundador de GFP Consultores, empresa consultora de asuntos públicos y comunicaciones, creada en el 2017.

## Carrera
Jeffrey Radzinsky es abogado titulado por la Universidad de Lima. Cuenta con una maestría en Gobernabilidad y Gestión Pública del Instituto Ortega y Gasset, adscrito a la Universidad Complutense de Madrid, donde también cursó el diplomado de Comunicación Política con mención en campañas electorales.
Entre el 2005 y 2006, Radzinsky trabajó como analista de contenidos y luego productor del Programa La Hora N en Canal N, conducido por Jaime de Althaus.
En el 2008 fue parte del equipo de asesores de la alta dirección del Ministerio de Salud.
Del 2009 al 2011, se desempeñó como asesor legal de la Oficina General de Asesoría Jurídica del Ministerio de Energía y Minas.
Ha sido gerente de asuntos públicos en Newlink, consultora internacional especializada en comunicaciones corporativas y reputación del 2011 al 2013, centrando en tareas principalmente de prevención de conflictos sociales y alianzas entre el sector público y el privado.
Entre el 2013 y el 2015 fue jefe de asuntos corporativos y responsabilidad social del Grupo El Comercio. 
Ha sido Director del Programa de Comunicación Política de la Escuela de Gestión Pública de la Universidad del Pacífico y docente en la Universidad Nacional Mayor de San Marcos y la Universidad Científica del Sur. Actualmente es parte del grupo de interés externo de la Escuela de Ciencia Política de la Universidad Mayor de San Marcos. 
En el 2017, fue cofundador de GFP Consultores, empresa dedicada a asuntos públicos y comunicaciones, la cual dirige y que se dedica al desarrollo e implementación de estrategias para la prevención de conflictos, relaciones gubernamentales y comunicación institucional. 
Como analista político, Radzinsky ha sido entrevistado en varios medios de comunicación peruanos e internacionales, incluyendo El Comercio, La República, RPP, CNN, Reuters, La Tercera de Chile y Caracol Radio de Colombia.
Ha publicado columnas y artículos de opinión en el diario El Comercio, Perú 21, La República y otros. No registra afiliación política partidaria.  

## Vida personal
Jeffrey es hijo de Zurik Radzinsky y Miryam Buchuk. Es el tercero de tres hermanos. Está casado y tiene dos hijos. Vive en Lima, Perú. 